# 圖里 (列舍季利夫卡區)
49°28′37″N 34°6′44″E / 49.47694°N 34.11222°E
圖里（羅馬化：Tury）是烏克蘭中部的村莊，隸屬波爾塔瓦州的波爾塔瓦區。該村分別距離布濟尼夫希納0.5公里和米爾內1.5公里，海拔高度120米，2001年人口194。